# باناتسکی دوور
باناتسکی دوور (به صربی: Banatski Dvor) یک روستا در صربستان است که در Žitište Municipality واقع شده‌است. باناتسکی دوور ۱٬۲۶۳ نفر جمعیت دارد و ۶۸ متر بالاتر از سطح دریا واقع شده‌است.